# أليكس بيرس
أليكساندر بيرس (بالإنجليزية: Alex Pearce)‏، لاعب كرة قدم إسكتلندي، من مواليد 9 نوفمبر 1988 في أوكسفورد في إنجلترا.
بدأ مسيرته الكروية مع نادي ريدينغ الإنجليزي في عام 2006، وهو يلعب معهم حتى الآن، وفي عام 2007 أعير إلى نادي نوتنغهام فوريست الإنجليزي، ولعب معهم 15 مباراة وسجل هدف واحد.

## روابط خارجية
- أليكس بيرس على موقع قاعدة بيانات كرة القدم.إي يو (الإنجليزية)
- أليكس بيرس على موقع ناشيونال فوتبول تيمز (الإنجليزية)
- أليكس بيرس على موقع Soccerbase.com (لاعب) (الإنجليزية)
- أليكس بيرس على موقع Soccerway.com (الإنجليزية)
- أليكس بيرس على موقع عالم كرة القدم.نت (الإنجليزية)
- أليكس بيرس على موقع كووورة
- أليكس بيرس على موقع AS.com (الإسبانية)